# Claudio Dadomo
Claudio Martín Dadomo Minervini (Montevideo, 10 febbraio 1982) è un ex calciatore uruguaiano, di ruolo difensore.

## Palmarès

### Club

#### Competizioni Nazionali
- Coppa di Grecia: 1

AEK Atene: 2010-2011